# Toripalimab
Toripalimab, vândut sub numele de marcă Loqtorzi, este un anticorp monoclonal utilizat pentru tratamentul melanomului și carcinomului nazofaringian. Toripalimab este un anticorp monoclonal umanizat 1 (PD-1) al morții celulare programate recombinant care acționează ca un inhibitor al punctului de control.
În 2018, toripalimab a fost aprobat în China pentru tratamentul melanomului nerezecabil sau metastatic, care a eșuat terapia sistemică anterioară. În octombrie 2023, Food and Drug Administration (FDA) din SUA a aprobat toripalimab pentru tratamentul de primă linie al adulților cu carcinom nazofaringian metastatic sau recurent, avansat local. Atunci când este utilizat cu cisplatină și gemcitabină.